# Thrips fuscipennis
Thrips fuscipennis är en insektsart som beskrevs av Alexander Henry Haliday 1836. Thrips fuscipennis ingår i släktet Thrips och familjen smaltripsar. Arten är reproducerande i Sverige. Inga underarter finns listade i Catalogue of Life.